# Lijst van kunstwerken in het Mauritshuis/V
Lijst van kunstwerken in het Mauritshuis en de Galerij Prins Willem V in Den Haag met werken van kunstenaars van wie de naam begint met de letter V. Vermeldingen in het grijs geven aan dat het werk geen deel meer uitmaakt van de collectie, bijvoorbeeld omdat het in bruikleen gegeven is aan een andere instelling of omdat het teruggegeven is aan de bruikleengever.
| Inventaris-nummer | Maker                                                  | Titel | Datering      | Type              | Afbeelding |
| ----------------- | ------------------------------------------------------ | --- | ------------- | ----------------- | ---------- |
| 359               | Domenico Antonio Vaccaro                               | God de vader en de heilige geest                                                                                              | Ca. 1700-1710 | Schilderij        |            |
| 309               | Toegeschreven aan Raffaello Vanni                      | De Heilige Familie | 1640-1660     | Schilderij        |            |
| 197               | Adriaen van de Velde                                   | Boslandschap met vee | 1663          | Schilderij        |            |
| 198               | Adriaen van de Velde                                   | Strandgezicht | 1663-1665     | Schilderij        |            |
| 53                | Adriaen van de Velde en Jan van der Heyden             | De Andreaskerk in Düsseldorf                                                                                                  | 1667          | Schilderij        |            |
| 199               | Esaias van de Velde                                    | Vrolijk gezelschap in een park                                                                                                | 1614          | Schilderij        |            |
| 673               | Esaias van de Velde                                    | Winterlandschap met boerderij                                                                                                 | 1624          | Schilderij        |            |
| 533               | Jan van de Velde (III)                                 | Stilleven met pasglas | 1660          | Schilderij        |            |
| 200               | Willem van de Velde (II)                               | Schepen op een kalm water | 1658          | Schilderij        |            |
| 201               | Willem van de Velde (II)                               | Schepen op de rede | 1658          | Schilderij        |            |
| 471               | Willem van de Velde (II) of atelier                    | Verovering van de Royal Prince                                                                                                | 1666-1672     | Schilderij        |            |
| 563               | Atelier van Willem van de Velde (II)                   | Zonsondergang op zee | Ca. 1680      | Schilderij        |            |
| 202               | Adriaen van de Venne                                   | Dansende bedelaars | 1635          | Schilderij        |            |
| 611               | Pieter Verbeecq                                        | Twee ruiters bij een bron | Ca. 1635      | Schilderij        |            |
| 370               | Rombout Verhulst                                       | Portret van Willem Joseph, baron van Gendt                                                                                    | 1672-1676     | Beeldhouwwerk     |            |
| 369               | Rombout Verhulst                                       | Kop van Michiel de Ruyter | Ca. 1677      | Beeldhouwwerk     |            |
| 364               | Atelier van Rombout Verhulst                           | Buste van stadhouder Frederik Hendrik                                                                                         | 1683          | Beeldhouwwerk     |            |
| 365               | Atelier van Rombout Verhulst                           | Buste van stadhouder Willem II                                                                                                | 1683          | Beeldhouwwerk     |            |
| 366               | Atelier van Rombout Verhulst                           | Buste van Maria II van Engeland                                                                                               | 1683          | Beeldhouwwerk     |            |
| 367               | Atelier van Rombout Verhulst                           | Buste van koning-stadhouder Willem III                                                                                        | 1683          | Beeldhouwwerk     |            |
| 368               | Naar Rombout Verhulst (?)                              | Portret van Michiel de Ruyter (?)                                                                                             | 1681-1875 (?) | Beeldhouwwerk (?) |            |
| 865               | Johannes Verkolje                                      | De boodschapper | 1674          | Schilderij        |            |
| 406               | Johannes Vermeer                                       | Diana en haar Nimfen | Ca. 1653-1654 | Schilderij        |            |
| 92                | Johannes Vermeer                                       | Gezicht op Delft | Ca. 1660-1661 | Schilderij        |            |
| 670               | Johannes Vermeer                                       | Meisje met de parel | Ca. 1665      | Schilderij        |            |
| 724               | Jan Vermeer van Haarlem (I)                            | Landschap aan de duinrand | 1648          | Schilderij        |            |
| 809               | Jan Vermeer van Haarlem (I)                            | Landschap met boerderij | 1648          | Schilderij        |            |
| 662               | Jan Vermeulen                                          | Stilleven met boeken, een globe en muziekinstrumenten                                                                         | Ca. 1660      | Schilderij        |            |
| 402               | Jan Vermeulen                                          | Stilleven met boeken en muziekinstrumenten                                                                                    | Ca. 1660      | Schilderij        |            |
| 292               | Claude Joseph Vernet                                   | Een Italiaanse haven bij stormachtig weer                                                                                     | Ca. 1740-1750 | Schilderij        |            |
| 293               | Claude Joseph Vernet                                   | De watervallen bij Tivoli met de villa van Maecenas                                                                           | Ca. 1740-1750 | Schilderij        |            |
| 344               | Bonifazio Veronese                                     | Een martelares | Ca. 1545      | Schilderij        |            |
| 312               | Naar Paolo Veronese                                    | Het martelaarschap van de heiligen Primus en Felicianus                                                                       | 1543-1831     | Schilderij        |            |
| 606               | Hendrik Verschuring                                    | Jagers en honden in een Italianaans landschap                                                                                 | 1650-1689     | Schilderij        |            |
| 659               | Anthonie Verstraelen                                   | Winterlandschap | 1623 (?)      | Schilderij        |            |
| 542               | David Vinckboons                                       | Boerenkermis | 1629          | Schilderij        |            |
| 558               | Simon de Vlieger                                       | Strandgezicht | 1643          | Schilderij        |            |
| 203               | Hendrick Cornelisz. van Vliet                          | Gezicht in de Oude Kerk te Delft                                                                                              | 1665-1675     | Schilderij        |            |
| 677               | Karel van Vogelaer                                     | Portret van een man | 1675-1695     | Schilderij        |            |
| 204               | Ary de Vois                                            | Zelfportret als jager | Ca. 1660      | Schilderij        |            |
| 404               | Elias Vonck                                            | Stilleven met dode vogels | 1620-1652     | Schilderij        |            |
| 249               | Maerten de Vos                                         | Mozes toont de tafelen der wet aan de Israëlieten, met portretten van leden van de familie Panhuys, hun verwanten en vrienden | 1574-1575     | Schilderij        |            |
| 259               | Paul de Vos en Jan Wildens                             | Hertenjacht | 1610-1653     | Schilderij        |            |
| 740               | Paul de Vos                                            | Jachthonden sporen partrijzen op                                                                                              | 1610-1678     | Schilderij        |            |
| 955               | Huijgh Pietersz. Voskuijl                              | Zelfportret | 1638          | Schilderij        |            |
| 244               | Paul Vredeman de Vries, Frans Francken (II) en anoniem | Bal aan een Brussels hof | Ca. 1610      | Schilderij        |            |
| 205               | Roelof Jansz. van Vries                                | De kudde | 1645-1681     | Schilderij        |            |
| 1156              | Cornelis Vroom                                         | Rivierlandschap gezien door bomen                                                                                             | Ca. 1638      | Schilderij        |            |